# 千解草属
千解草属（学名：Pygmaeopremna）是马鞭草科下的一个属，为矮小亚灌木植物。该属共有5种，分布于大洋洲及热带亚洲。